# 貧窮病
贫穷病（也称为贫困相关疾病）指在低收入人群中更为普遍的疾病。 包括传染病以及与营养不良相关疾病。贫穷或否是人的健康的主要社会决定因素之一， 2002 年的《世界卫生报告》指出，在高贫困率国家，贫困疾病占疾病负担的 45%。 值得一提的是，贫困疾病通常与营养不良共同发病。
贫困增加了罹患这些疾病的机会，因为缺乏住所、安全的饮用水、营养食品及卫生设施，所以导致了这些疾病的频繁出现。同时，这些疾病会对其照顾者及受影响者构成经济上的障碍，进而导致社区贫困加剧。贫困病常与富裕病形成对比，即在高收入人群中更为普遍的疾病。
人类免疫缺陷病毒 (HIV) 、疟疾和肺结核 (TB) 也被称为“贫穷病三巨头”，已被公认为对发展中国家造成严重影响的传染病。可以肯定的是，贫困和传染病是有因果关系的。在疫苗和抗生素出现之前，即 1796 年前也是如此。社会上层阶级在他们的住所中得到了充分的保护，拥有干净均衡的食物以及卫生的住宿条件。相反地，其余绝大多数人生活在简陋、不卫生的家中，有时更与他们的动物同居。在此期间，人们常常突然死于传染病。然而，这些死亡案例是有原因的，如徒手触摸生病的动物、割伤皮肤后不加处理、饮用未煮沸的东西，或食用被微生物污染的食物。使情况更加恶化的是，不时出现的疾病大流行（瘟疫） 将杀死整个社区内大多数人。 

## 影响因素
由于许多环境和社会因素，如恶劣的住宿条件和工作条件、卫生设施不足以及性工作者职业比例失调，穷人更容易感染传染病。同时，发展中国家的典型特征：营养不良、精神压力、过度劳累、知识不足和医疗保健不足会阻碍康复并加剧疾病。 营养不良占贫困疾病导致的儿童死亡数量的54% ，而缺乏熟练的接生员是造成贫困人口中母婴死亡率较高的主要原因。 